# سیارک ۲۴۳۴۶
سیارک ۲۴۳۴۶ (به انگلیسی: 24346 Lehienphan، نامگذاری:2000AK100) بیست و چهار هزار و سیصد و چهل و ششمین سیارک کشف شده‌است که در ۵ ژانویه ۲۰۰۰ کشف شد.
قدر مطلق سیارک برابر ۱۶.۲ است.